# Eusynaptomyces enochri
Eusynaptomyces enochri är en svampart som beskrevs av Scheloske 1969. Eusynaptomyces enochri ingår i släktet Eusynaptomyces och familjen Ceratomycetaceae.   Inga underarter finns listade i Catalogue of Life.